# 顯宗天皇
顯宗天皇（日语：／ Kenzō Tennō），日本第23代天皇，他在《古事記》中以袁祁命的名字登場；《日本書紀》則以弘計天皇或來目稚子等等的名字出現。履中天皇之長子市邊押磐皇子之第三子，母為葛城蟻臣之女荑媛、仁賢天皇之弟。

## 傳說與歷史
生於允恭天皇三十九年。安康天皇三年父為雄略天皇所殺、兄億計王（後為仁賢天皇）與顯宗天皇易名過着隱藏逃亡的生活。先後在丹波國與謝郡（京都府丹後半島東半）及播磨國明石居住。清寧天皇二年11月、弘計王趁播磨國司伊與來目部小楯赤石郡親辦新嘗供物適會縮見屯倉首縱賞心室，以夜繼晝。宴席間弘計王以歌唱假意表明自己王族身份。清寧天皇歡喜地迎接他倆。翌年二王被迎入宮中、4月兄億計王被立為皇太子、弘計王為皇子。
清寧天皇五年清寧天皇駕崩後，皇太子億計王以弘計王表明身分有大功為理由讓位給弟弘計繼承皇位、弘計王婉拒。兩人互相推譲皇位、最後暫由兩人之姊飯豐青皇女於忍海角刺宮，臨朝執政，自稱忍海飯豐青尊。結果顯宗天皇元年）正月、兄長億計王說服弘計王即位，是為顯宗天皇。兩人尋回父親屍首，放下對雄略天皇的復仇之心，以長居邊土的苦勞為經驗愛民而治國。《古事記》以為顯宗天皇在位八年，38歲駕崩；而《日本書紀》說在位三年4月顯宗天皇駕崩、《一代要記》記載為48歳駕崩。推定在於位於五世紀後半。

## 陵墓
奈良縣香芝町的傍丘磐坏丘南陵。